# Paolo Vivar
Paolo César Vivar Araya (Ovalle, 11 marzo 1977) è un ex calciatore cileno, di ruolo attaccante.